# 日本国憲法第6章
日本国憲法 第6章（にほんこくけんぽう だい6しょう）は、日本国憲法の章の1つ。「司法」の章名で、日本の司法について規定している。第76条から第82条までの7条からなる。

## 構成
- 第76条 司法権・裁判所、特別裁判所の禁止、裁判官の独立
- 第77条 最高裁判所の規則制定権
- 第78条 裁判官の身分の保障
- 第79条 最高裁判所の裁判官、国民審査、定年、報酬
- 第80条 下級裁判所の裁判官・任期・定年、報酬
- 第81条 法令審査権と最高裁判所
- 第82条 裁判の公開

## 他の国々の場合
- ドイツ連邦共和国基本法第9章 司法
- 中華人民共和国憲法第3章 国家機構 - 第7節 人民法院及び人民検察院
- 中華民国憲法第7章 司法
- 大韓民国憲法第5章 法院、第6章 憲法裁判所